# Jorge de Mendonça
Jorge de Mendonça, ou Jorge de Mendonça Cação, capitão de Tânger, de Chaul, de Goa, e de Mazagão (?).

## Índia

### Cerco de Diu
A primeira menção que achamos de D. Jorge, encontra-se na Década VI de Diogo do Couto, quando uma armada é preparada por D. João de Castro para levar seu filho D. Álvaro de socorro a Diu, em  30 de Julho de 1546. Aí é nomeado como um dos capitães dos navios, que eram dezanove : «Luiz de Mello de Mendonça, e Jorge de Mendonça seu irmão.», etc. 
Uma vez chegada essa armada a Diu cercada (27 de Agosto de 1546), os soldados que a compunham pediram para dar batalha em campo, e quase  que se amutinaram para isso. Tiveram que obedecer os generais. Saíram, e foram-se até o acampamento dos inimigos : «Chegando ás paredes (que estavam já com as portas fechadas) as começaram a subir. Dom Álvaro de Castro pedio a Jorge de Mendonça, e a seu irmão Luíz de Mello, que o ajudassem a subir ao muro, e que tivessem o olho nelle, o que elles fizeram pondo-o em sima, e elles logo apôs elle saltáram da outra banda. O mesmo fez Dom Francisco de Menezes com os mais da sua companhia, sendo os primeiros». Ao princípio tudo passou bem, mas a «D. Francisco de Menezes, que pela parte de sima pelejava, (...) [atingiu] hum arcabuz, que o passou de parte a parte, desbaratando em hum muito pequeno momento tão grandes forças (...). Os seus em o vendo cahir logo se foram retrahindo desordenadamente.» 
Tiveram que fugir os portugueses. «Vendo-se Dom Álvaro perdido, se foi recolhendo pera as paredes com o rosto nos inimigos, pelejando sempre com muito valor, e esforço. Vendo Jorge de Mendonça a cousa tão arriscada, (posto que tinha huma espingardada em huma perna,) tomou D. Álvaro de Castro nos braços pera o pôr em sima da parede ; mas a fraqueza lho não deixou fazer, e todavia acudio-lhe seu irmão Luíz de Mello, que o ajudou a subir. Neste transe deram a D. Alvaro de Castro huma pedrada na cabeça, de que cahio da outra banda atordoado. Luiz de Mello poz tambem o irmão em sima da parede, ficando em baixo elle (...). Aqui deram huma espingardada em Luíz de Mello de que cahio ; mas foi logo alevantado pelos  companheiros, e posto em cima da parede, e foi morrer a Chaul da ferida»...

## Capitão de Chaul
Jorge de Mendonça tornou-se Capitão de Chaul em princípios de Março de 1554 : « (...) Dadas estas sentenças, ordenou logo o Viso-Rey que fosse Licenciado Antonio Rodrigues de Gamboa a Malaca dar á execução a sentença contra D. Alvaro de Taíde da Gama, e a metter D. Antonio de posse daquella fortaleza ; e no mesmo tempo despachou Jorge de Mendoça pera ir entrar na Capitania de Chaul, e D. Diogo de Noronha na de Diu, e Henrique de Macedo na de Cananor, e D. Duarte Deça na de Maluco, por terem vindo novas da morte de Francisco Lopes de Sousa». 

## Capitão de Goa
Em Junho de 1555, Francisco Barreto, sendo Governador da Índia, Jorge de Mendonça tornou-se Capitão de Goa, em substituição de Gaspar de Melo, por este estar preso «por uma affronta que dentro na Camara fez a hum Vereador». Ficou por capitão desta cidade até Setembro de 1558 em que se embarcou na armada de Francisco Barreto , sendo substituído por D. Pedro de Menezes, o Ruivo.

## Capitão da Armada de 1570
Em 1570 encontramo-lo capitão-mor da Armada da Índia que parte de Lisboa em 9 de Março, chegando a Goa em 13 de Setembro. Na época, governava D. Luís de Ataíde, e Goa preparava-se para ser cercada pelo Idalxá de Bijapur. 
«E porque esperavam todos grande trabalho naquelle cerco, e em cada dia vinham atroando os ouvidos as novas do poder do Idalxá, fizeram requerimento ao Viso-Rey os Vereadores, (...) que devia reter as náos do Reino, pera se ajudar de mais de quatrocentos homens, que nelle iam (...). O Viso-Rey lhes agradeceo aquellas lembranças ; mas disse-lhes que com a gente que tinha, e com a que havia de  vir de fóra, esperava em Deos de sustentar aquelles cercos, e de desbaratar os inimigos (...). Insistiu muito Jorge de Mendoça, e os mais Capitães pera ficarem na India, e ajudarem o Viso-Rey naquelles cercos, o que lhes agradeceo muito; mas disse-lhes que tanto serviço faziam a ElRey em levarem aquellas náos ao reino, como em ficarem sendo seus companheiros naquelles trabalhos, de que deos o livraria». Voltou então para Portugal.

## Capitão de Tânger
Em 7 de Setembro de 1578, Jorge de Mendonça sucedeu a Pedro da Silva na capitania de Tânger. O desastre de Alcácer Quibir tinha duramente atingido a cidade. «Foi o último que mandaram a esta praça os reis portugueses antes da união das coroas». 
«Governou com prudencia e trabalho. Ademais de se encontrar sem a maior parte dos cavaleiros e soldados antigos, faltavam cavalos em que montar outros, e, o que era mais para sentir, não havia víveres, chegando a padecer a gente de fome extrema. Até o tempo se conjurou contra ele, não permitindo em muitos meses que chegassem os socorros que, com o sucessor, estavam preparados no Porto de Santa Maria.» 
Governou de 7 de setembro de 1578 a 25 de Julho de 1581.
Sucedeu-lhe D. Francisco de Almeida.

## Dados genealógicos
Jorge de Mendonça era o 5° filho de António de Mendonça, o Cação, (filho este de João de Mendonça, o Cação (primeiro a tomar o alcunha), alcaide mor de Chaves) ; e de «D. Brites da Costa, filha de Luís da Costa [de Abreu], cidadão de Lisboa». 
casou com Dona Maria da Silva filha de Br.do Cortereal e de sua mulher D. Maria de Menezes e teve :
- João de Mendonça Furtado, que herdou da casa de seu pai e foi comendador de São Julião no Bispado de Miranda na Ordem de Cristo, pai de  Francisco de Mendonça Furtado que se achou na restauração da Bahia, foi Capitão general de Mazagão, e depois se achou na restauração de Évora no anno de 1663[11].
- António de Mendonça que morreu moço
- D. Margarida [ou Magdalena ?] que morreu solteira.
- D. Francisca
- D. Germineza

Também teve fora do matrimonio uma filha, freira no Salvador de Lisboa